# Mokrine (prelaz)
Mokrine (italijansko Passo di Pramollo, nemško Naßfeld) so 1552 m visok cestni prelaz v Karnijskih Alpah, na meji med Avstrijo in Italijo.
Prelaz povezuje južnoležeči Kanalsko in Železno dolino s severno Ziljsko dolino oziroma kraja Tabljo na italijanski in Šmohor (Hermagor) na avstrijski strani. Prelaz je z avstrijske strani odprt vse leto, medtem ko je z italijanske strani zaradi geoloških posebnosti pozimi občasno zaprt.
Na severni avstrijski strani stoji eno največjih smučarskih središč na Koroškem, obdano s tremi gorskimi masivi: Krniškimi skalami (nemško Gartnerkofel, 2195 m) z endemičnim rastiščem koroške vulfenije (Wulfenia carinthiaca); odkril jo je koroški botanik Franz Xaver von Wulfen leta 1779; na severovzhodu, Konjskim Špikom (Monte Cavallo, Roßkofel, 2239 m) na jugu in Velikim Koritnikom (Creta di Aip, Trogkofel, 2280 m) na zahodu. Poleti na njihovih travnatih pobočjih oživijo številne planine.